# SX
SX was een Belgische etherische-indiepopgroep uit Kortrijk. De band werd opgericht in de lente van 2009 en hield er na 3 albums mee op in 2022.

## Geschiedenis
De groep won met Mister Lion de Road2Fame-wedstrijd van de tv-zender TMF in juni 2009. Kort daarna won de groep de publieksprijs tijdens de finale van Westtalent. In 2005 had Stefanie Callebaut al meegedaan aan Star Academy op VTM. Door het winnen van Vibe on Air en de aandacht van radiozender Studio Brussel brak SX in januari 2011 door met het nummer 'Black Video'. De videoclip kon eveneens op de nodige bijval rekenen. Op 26 mei 2011 nam SX drie tracks (Black Video, Stop and Graffiti) op in de Toots-Studio in Brussel. Deze tracks werden uitgezonden in het programma Select van Studio Brussel. De tracks zijn te beluisteren op de website van Studio Brussel. Het debuutalbum van SX, Arche, kwam uit in 2012. De opvolger Alphabet, waarbij er met een gewijzigde bezetting wordt gespeeld, kwam uit in 2016; het derde album, Eros, in 2018. In februari 2022 kondigde de groep hun afscheid aan na een laatste, akoestische tournee dat jaar. 

## Naam
Er zijn meerdere interpretaties mogelijk voor de korte naam SX. De technologische bijklank van de term, de toekomstgerichtheid van de naam en de referentie aan seks zijn enkele voorbeelden die Stefanie Callebaut gaf tijdens een interview met Cuttingedge.

## Discografie

### Albums
| Album met hitnotering(en) in de Vlaamse Ultratop 200 albums | Datum van verschijnen | Datum van binnenkomst | Hoogste positie | Aantal weken | Opmerkingen |
| ----------------------------------------------------------- | --------------------- | --------------------- | --------------- | ------------ | ----------- |
| Arche                                                       | 29-10-2012            | 10-11-2012            | 2               | 44           |             |
| Alphabet                                                    | 18-11-2016            | 26-11-2016            | 13              | 22           |             |
| Eros                                                        | 15-11-2018            | 24-11-2018            | 11              | 10           |             |

### Singles
| Single met hitnotering(en) in de Vlaamse Ultratop 50 | Datum van verschijnen | Datum van binnenkomst | Hoogste positie | Aantal weken | Opmerkingen |
| ---------------------------------------------------- | --------------------- | --------------------- | --------------- | ------------ | ----------- |
| Black Video                                          | 07-03-2011            | 23-04-2011            | 31              | 11           |             |
| Gold                                                 | 01-10-2012            | 10-11-2012            | 36              | 4            |             |
| Graffiti                                             | 18-02-2013            | 09-03-2013            | tip4            | -            |             |
| The Future                                           | 2013                  | 22-06-2013            | tip37           | -            |             |
| Hurts                                                | 29-01-2016            | 13-02-2016            | 40              | 1            |             |
| Shimona                                              | 11-03-2016            | 23-04-2016            | tip35           | -            |             |
| Mercury                                              | 27-06-2016            | 16-07-2016            | tip             | -            |             |
| Comfort                                              | 17-10-2016            | 29-10-2016            | tip10           | -            |             |
| Vision                                               | 16-01-2017            | 04-02-2017            | tip             | -            |             |
| Trip                                                 | 10-03-2017            | 18-03-2017            | tip             | -            | met Goose   |
| Designed/Desire                                      | 28-09-2018            | 06-10-2018            | tip5            | -            |             |
| Devotion                                             | 04-01-2019            | 19-01-2019            | tip             | -            |             |
| Real Life                                            | 05-04-2019            | 13-04-2019            | tip45           | -            |             |